# Дикетен
Дикетен — органічна речовина, є димером етенону. За стандартних умов є безбарвною рідниною з різким запахом. У воді гідролізується до ацетооцтової кислоти, інші нуклеофіли перетворюються на відповідні ацетооцтові похідні, наприклад:
У кислому середовищі взаємодії з кетонами, нуклеофільний атом оксигену з кетону взаємодіє з електрофільним карбоном з карбонільної групи дикетену, після чого карбонільна група кетону становиться електрофільною та взаємодіє з іншим атомом оксигену з дикетену, утворюючи циклічну сполуку.
Прі опроміненні ультрафіолетом мономеризується.

## Токсичність
Дикетен пошкоджує та подразнює очі, шкіру та дихальну систему. Інформації про мутагенність і репродуктивну токсичність нема. Є алкілюючим агентом, але в експериментах над тваринами канцерогенних властивостей не виявляє.